# 新平站 (成都市)
新平站，副站名宝墩，是成都地铁10号线的一座车站，位于中国四川省成都市新津区宝墩镇，由所处老行政区新平镇得名。本站于2019年12月27日启用。
2019年12月24日，新平站开通前夕，成都市调整乡镇行政区划，将新平镇改名为宝墩镇。但成都市民政局认为本站此前已正式命名，拒绝了更改车站名称的建议。开通后数年，车站增加了宝墩的副站名，但仅在本站使用。

## 车站结构

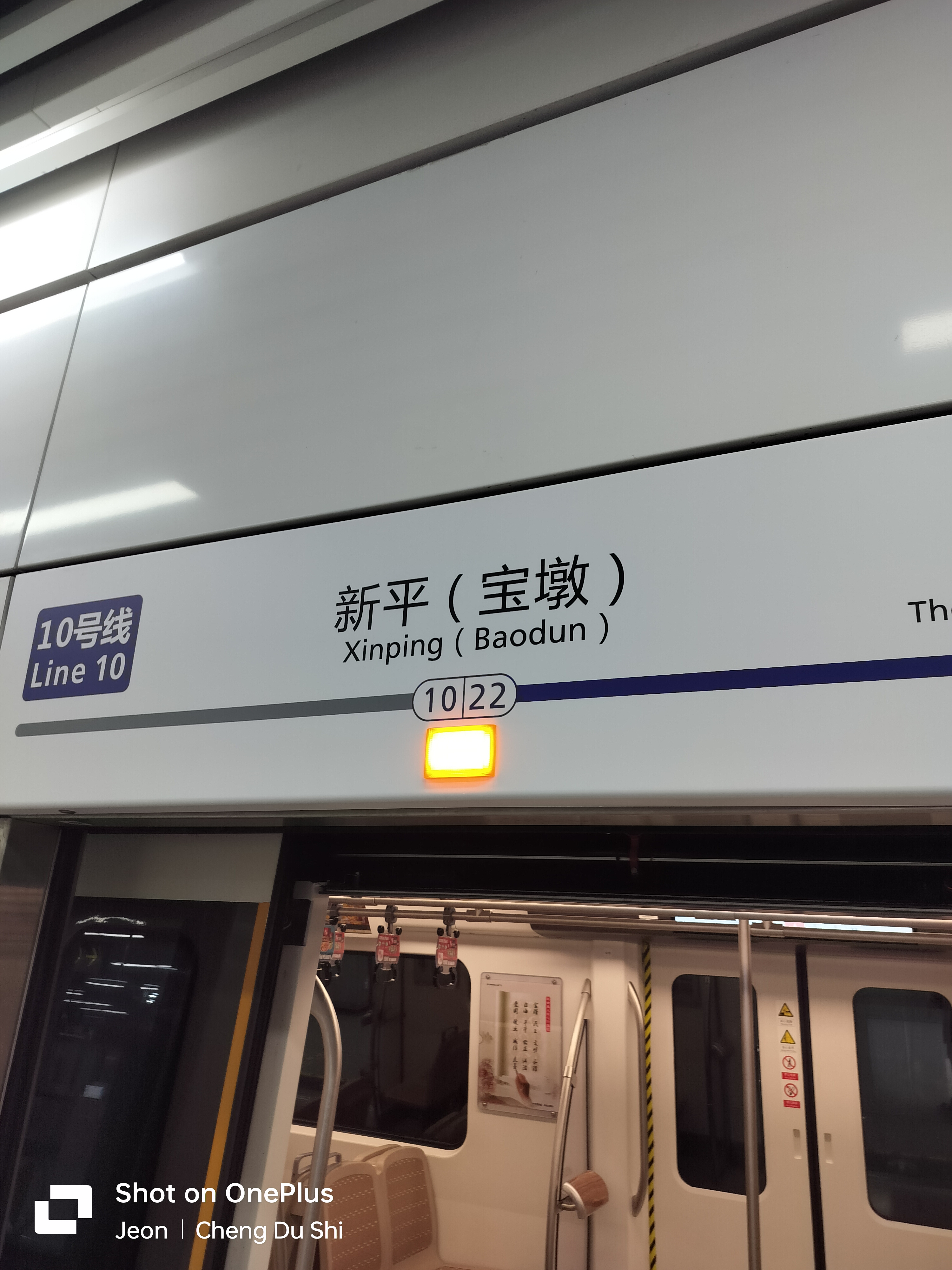
改名后的站台屏蔽门
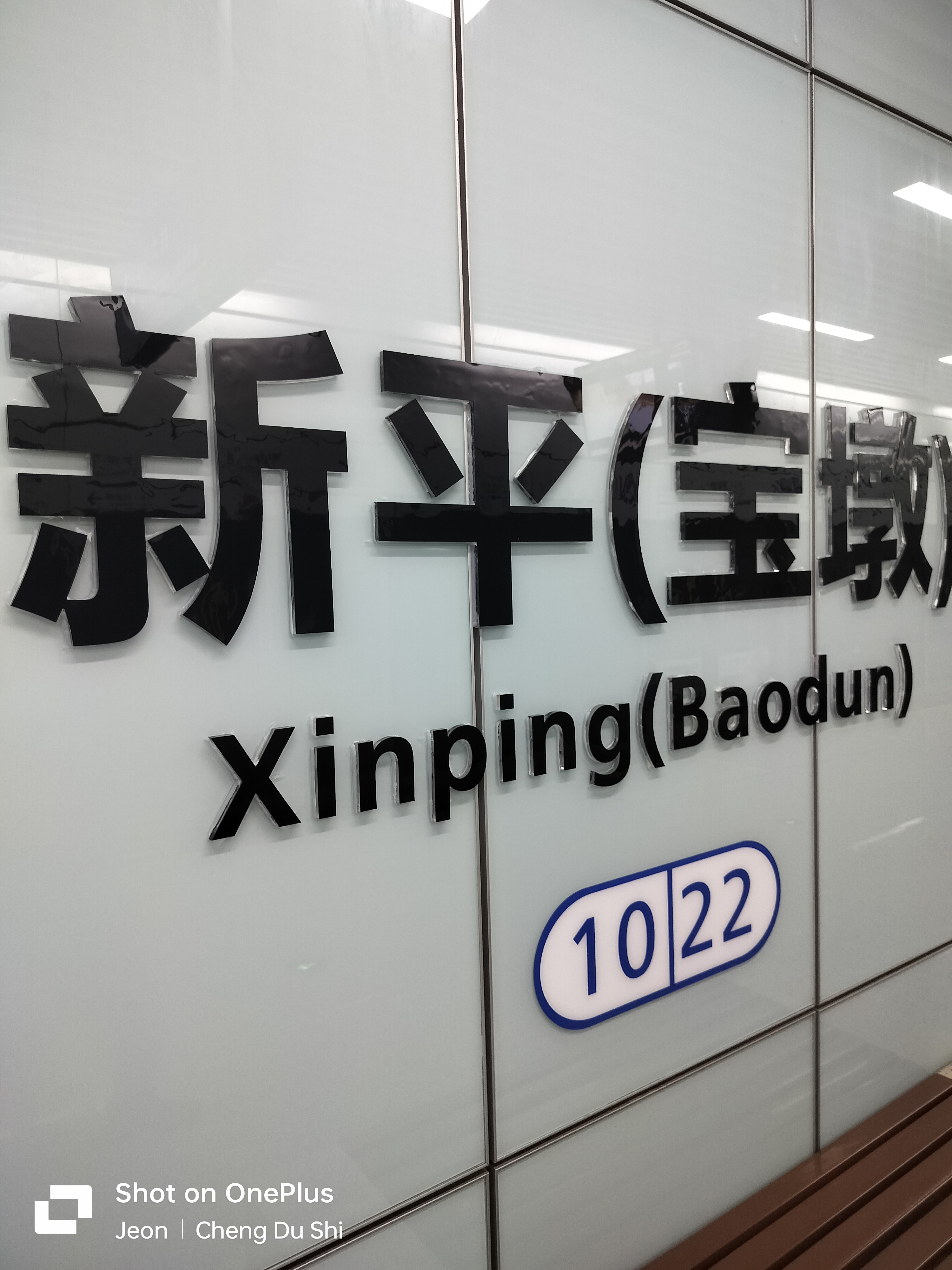
改名后的大字壁
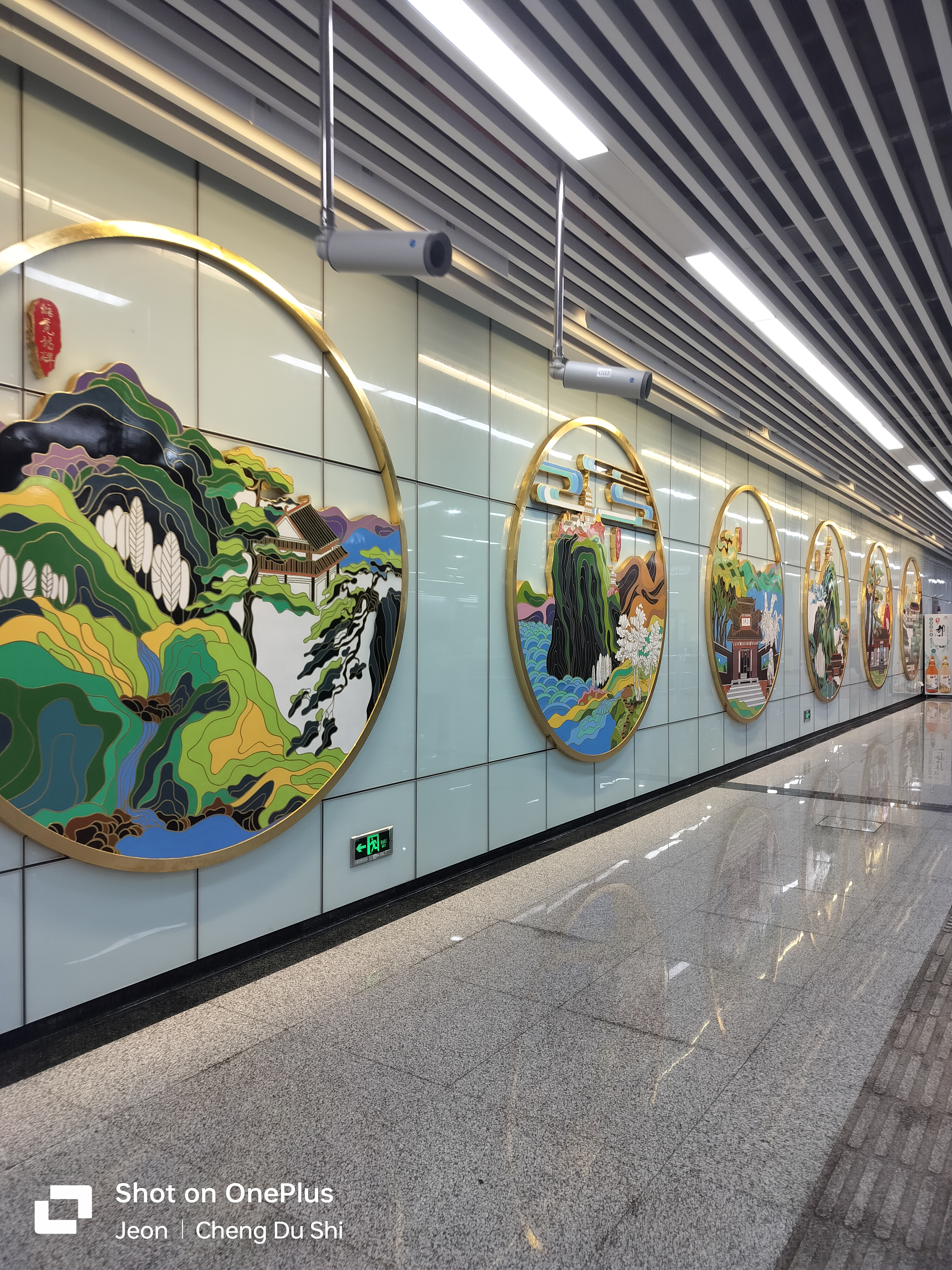
文化墙

本站为地下侧式站台车站。
| 地面              | 0    | 出口A–C/E |
| 地下一层          | 站厅 | 往C/E出口 自助购票 客服中心                                                                                                 |
| 地下一层          | 站台 | \| 側式 · 開右邊车门 \| \| \| \| \| \| 10号线往太平园（刘家碾） \| \| \| \| 10号线下客站台 \| \| 側式 · 開右邊车门 \| \| \| |
| 地下一层          | 站厅 | 往A/B出口 自助购票 客服中心                                                                                                 |
| 地下二层          | 0    | 非付费区换向通道 |
| 側式 · 開右邊车门 |      | |
|                   |      | 10号线往太平园（刘家碾） |
|                   |      | 10号线下客站台 |
| 側式 · 開右邊车门 |      | |

- 改名后的站台屏蔽门
- 改名后的大字壁
- 文化墙

## 出入口
本站目前开放4个出入口。
|          |                                |                          |      |
| 编号     | 设施                           | 指示                     | 照片 |
|          | 无障碍电梯 无障碍卫生间 哺乳室 | 新邛公路、白团路         |      |
| 出口 · B |                                | 新邛公路、龙泰路         |      |
| 出口 · C |                                | 新邛公路                 |      |
| 出口 · E | 无障碍电梯                     | 新邛公路、太平街、白团路 |      |

## 公交换乘
- 地铁新平站：G5、G5B